# Mount Olympus, Antarktis
Mount Olympus är ett berg i Antarktis. Det ligger i Östantarktis. Australien gör anspråk på området. Toppen på Mount Olympus är 2 510 meter över havet, eller 426 meter över den omgivande terrängen. Bredden vid basen är 3,7 km.
Terrängen runt Mount Olympus är varierad. Trakten är obefolkad. Det finns inga samhällen i närheten.